# Bharuch

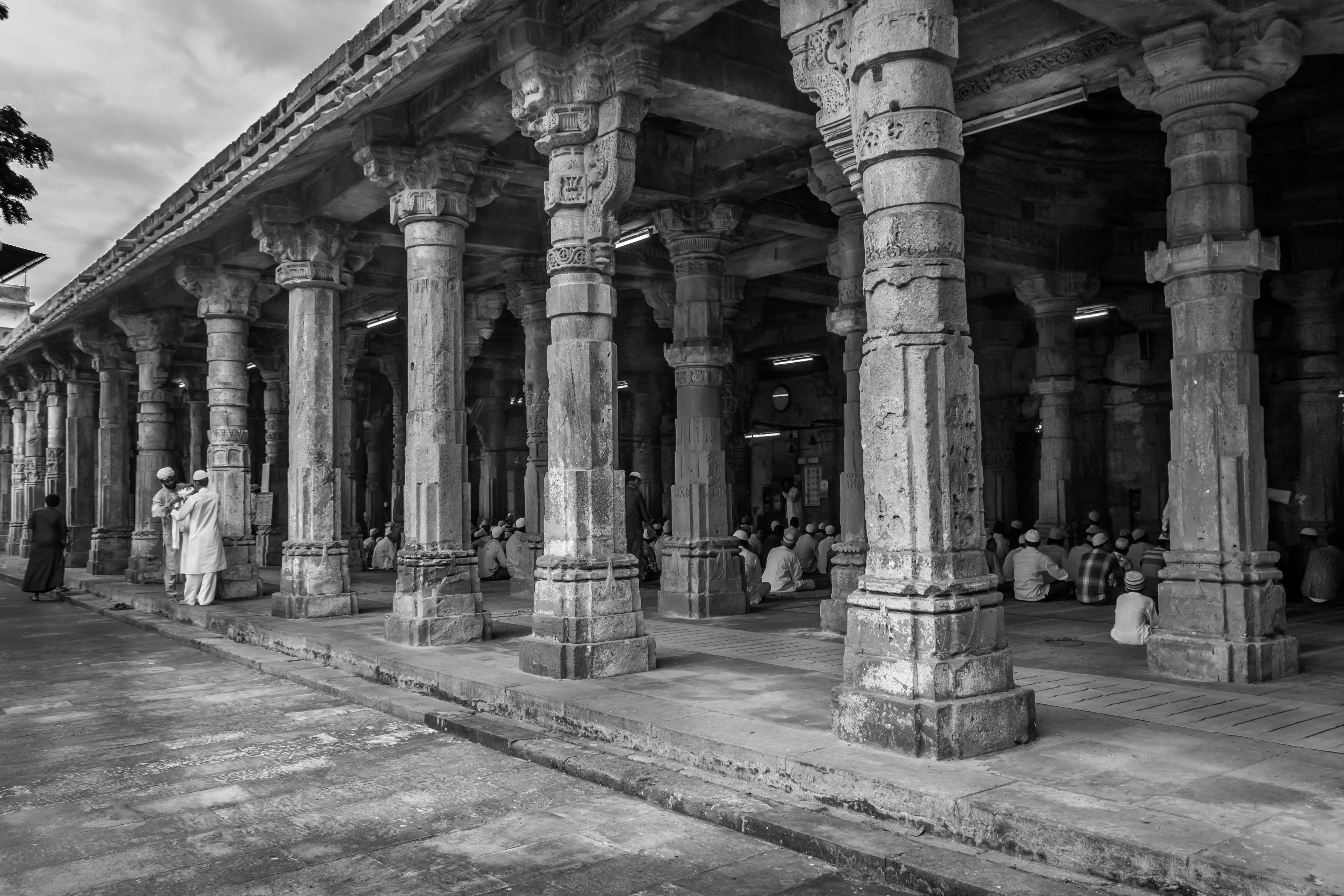
Die Freitagsmoschee wurde im 16./17. Jh. aus Teilen alter Hindu-Tempel erbaut.

Bharuch (Gujarati: ભરૂચ Ausspracheⓘ, früher Broach) ist eine Hafenstadt im Bundesstaat Gujarat im Nordwesten Indiens. Sie ist die Hauptstadt des Distrikts Bharuch und hat rund 170.000 Einwohner (Volkszählung 2011).
Bharuch ist eine sehr alte, historisch bedeutsame Hafen- und Handelsstadt, die schon im Mahabharata erwähnt wird. Sie wurde früher Bharakuccha oder Bhrgukaccha genannt, im Periplus Maris Erythraei und bei Ptolemäus wird sie als Barygaza bezeichnet, bei Xuanzang wird sie als Barakacheva erwähnt. Unter englischer Kolonialherrschaft hieß die Stadt Broach.
In Zukunft soll Bharuch mit der auf der anderen Flussseite gelegenen Gemeinde Anklesvar zu einer Doppelstadt zusammengefasst werden. Es gibt zwei Straßenbrücken und eine Eisenbahnbrücke.

## Lage und Klima
Bharuch liegt an der Mündung der Narmada in den Golf von Khambhat in einer Höhe von ca. 15 m; die Millionenstadt Ahmedabad ist knapp 200 km (Fahrtstrecke) in nördlicher Richtung entfernt, bis nach Mumbai sind es ca. 330 km in südlicher Richtung. Das Klima ist meist schwülwarm; die jährlichen Niederschläge betragen ca. 800 bis 900 mm.

## Bevölkerung
Ca. 60,5 % der insgesamt knapp 250.000 Einwohner sind Hindus und ca. 37,5 % sind Moslems; der Rest entfällt auf Christen, Sikhs, Jains, Buddhisten etc.

## Geschichte
Um ca. 500 v. Chr. war Bharuch der wichtigste Hafen Nordindiens für den Export in westliche Länder. Das indische Straßennetz war zu der Zeit schon so weit ausgebaut, dass Bharuch Straßenverbindungen zum Himalaya (Shravasti), zum Dekkan (Ujjain), zum Golf von Bengalen (Tamralipta) und zum Chaiber-Pass (Pushkalavati) hatte. Letztere Route benutzten Händler, um weiter nach Baktrien und dann nach China oder ans kaspische Meer zu gelangen. Über Bharuch exportiert wurde damals u. a. Nardenöl von Kaschmir, vom Hindukusch und aus Kabul; Musselin von Bengalen; Baumwollstoff aus Ujjain; Rohseide, Seidengarn und Seidenstoff von China.
Im Periplus Maris Erythraei, ca. 80 n. Chr., wird Bharuch häufig als Ziel der Monsunroute zur Überquerung des Indischen Ozeans erwähnt, u. a. von Muza im alten Südarabien aus. Für diese Route war Bharuch der für Nordindien wichtigste Hafen. Funde von römischen Gold- und Silbermünzen von den Kaisern Augustus und Tiberius belegen Passagen im Periplus, wonach römische Münzen in Bharuch eingeführt und gegen lokale Währung gewechselt wurden. Zu dieser Zeit war Bharuch Hauptstadt des Satrapen Nahapana.

## Wirtschaft
Heute hat die Stadt Bharuch nur noch einen kleinen Hafen, der hauptsächlich von Fischern genutzt wird. Der neue, von der Adani-Ports-Gruppe gemanagte Seehafen Dahej liegt ca. 52 km (Fahrtstrecke) westlich von Bharuch.
Die Stadt ist das regionale Zentrum massiver industrieller Entwicklung. Im Distrikt Bharuch, dessen Hauptstadt die Stadt ist, befinden sich viele Industrieansiedlungen, hauptsächlich in den Branchen Chemie, Petrochemie, Pharmazie, Maschinenbau, Schiffbau und Textilien. Es sind insgesamt mehr als 11.500 Unternehmen, davon mehr als 70 Großbetriebe. Das größte Industriegebiet, Anklesvar, umfasst über 2600 Hektar.
Bharuch und Dahej zählen zu der Petroleum Chemicals and Petrochemicals Investment Region (PCPIR). Geleitet von der, der Regierung Gujarats unterstellten, Industrial Development Corporation (GIDC).
Große indische und multinationale Unternehmen, wie beispielsweise, BASF, Adani Group, Lanxess, Air Liquide, Croda, Indofil, Welspon, DIC, Petronet LNG, Pfizer, Panama Petrochem, Firmenich, Sun Pharmaceutical, Tata-Gruppe, Hitachi, Gail India, Ciba, Sanofi, Heubach Colours, Aditya Birla, sind in der PCPIR ansässig. Unweit von Bharuch befindet sich die Dahej Manufacturing Division (DMD), die Produktionsstätte von Reliance Industries.

## Umwelt
Bodenerosion sowie Versalzung der Flussufer sind aktuelle Probleme.
Am Narmada oberhalb von Baruch befindet sich die Baustelle zur umstrittenen Sardar-Sarovar-Talsperre.

## Eponyme
Der Marskrater Broach ist seit 1976 nach dem Ort benannt.